# Villaverde de Guadalimar
Villaverde de Guadalimar ist ein Ort und eine aus dem Hauptort und zwölf Weilern (pedanías) bestehende Gemeinde (municipio) mit 310 Einwohnern (Stand: 2024) im Südwesten der Provinz Albacete in der autonomen Region Kastilien-La Mancha.

## Lage
Der Ort Villaverde de Guadalimar liegt umgeben von bis zu 1700 m hohen Bergen am Oberlauf des Río Guadalimar ca. 126 km (Fahrtstrecke) südwestlich der Provinzhauptstadt Albacete einer Höhe von ca. 780 bis 795 m ü. d. M. Das Klima im Winter ist gemäßigt, im Sommer dagegen warm; die geringen Niederschlagsmengen (ca. 425 mm/Jahr) fallen – mit Ausnahme der nahezu regenlosen Sommermonate – verteilt übers ganze Jahr.

## Bevölkerungsentwicklung
| Jahr      | 1857 | 1900  | 1950  | 2000 | 2016 |
| Einwohner | 856  | 1.090 | 1.653 | 528  | 359  |

Der kontinuierliche Bevölkerungsrückgang seit den 1950er Jahren ist im Wesentlichen auf die Mechanisierung der Landwirtschaft und den damit einhergehenden Verlust an Arbeitsplätzen zurückzuführen.

## Wirtschaft
Villaverde de Guadalimar liegt in der gebirgigen und waldreichen Sierra de Alcaraz, in der im 20. Jahrhundert Olivenbaumplantagen angelegt wurden. Früher wurden auch Getreide, Weinreben etc. zur Selbstversorgung angepflanzt; Gemüse stammte aus den Hausgärten. Viehzucht (Schafe, Ziegen, Hühner) und Forstwirtschaft (vor allem die Gewinnung von Holzkohle) wurden ebenfalls betrieben. Im Ort selbst haben sich Kleinhändler, Handwerker sowie Dienstleister aller Art angesiedelt. Seit den letzten Jahrzehnten des 20. Jahrhunderts spielt der ländliche Tourismus (turismo rural) eine immer bedeutsamer werdenden Rolle für das Wirtschaftsleben der Gemeinde.

## Geschichte
Auf dem Gebiet der Gemeinde wurden jungsteinzeitliche Kleinfunde gemacht; die Iberer siedelten hier wahrscheinlich nicht. In der Antike führte der Weg von Sagunt nach Castulo hier vorbei. Die Mauren überrannten das Gebiet im 8. Jahrhundert und wurden erst im Rahmen der von Alfons VIII. (reg. 1158–1214) betriebenen Rückeroberung (reconquista) im frühen 13. Jahrhundert wieder von hier vertrieben. Im ausgehenden Mittelalter und in der frühen Neuzeit hieß der Ort Villaverde de Ambas Aguas und war ein Weiler der Stadt Alcaraz.

## Sehenswürdigkeiten

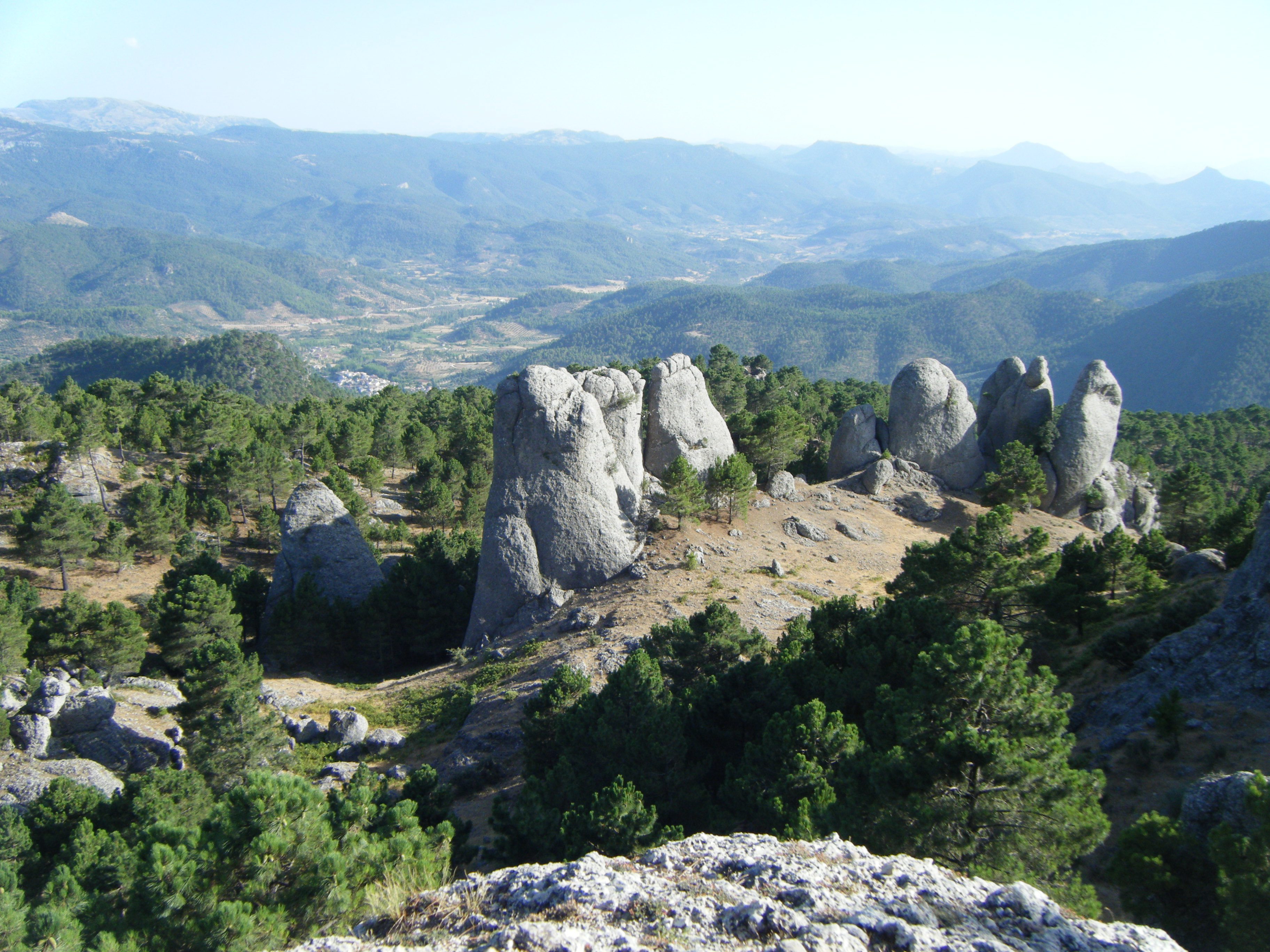
Felsformation Los Picarazos

- Das Ortsbild besteht aus kurvig verlaufenden Straßen und Gässchen, deren Ursprung vielleicht noch bis in die maurische Zeit zurückreicht.
- Ende des 15. Jahrhunderts entstand im Ort ein Franziskanerkloster, welches jedoch im 20. Jahrhundert größtenteils abgerissen wurde.
- Die heutige Pfarrkirche (Iglesia de San Mateo) ist ein moderner, aber eher unauffälliger Bau mit einem ungewöhnlich gestalteten Glockengiebel (espadaña).

Umgebung
- Der von bis zu ca. 1750 m hohen Bergen umgebene Ort liegt im Parque natural de los Calares del Mundo y de la Sima; hier bieten sich zahlreiche Ausflugs- und Wandermöglichkeiten.